# Kuifduiker
De kuifduiker (Podiceps auritus) is een vogelsoort uit de familie van de futen (Podicipedidae). De wetenschappelijke naam van de soort werd in 1758 als Colymbus auritus gepubliceerd door Carl Linnaeus in de tiende editie van Systema naturae.

## Veldkenmerken
De kuifduiker heeft een lichaamslengte van 20 tot 22 centimeter. Hij is daarmee duidelijk groter dan de dodaars en heeft ook een minder gedrongen lichaam en een langere nek dan de dodaars. De mannetjes zijn gemiddeld iets groter dan de vrouwtjes. Van de mannetjes zijn de vleugels 13,2 tot 16,0 cm lang, de snavel is 2,0 tot 2,7 cm lang en het gewicht bedraagt 320 tot 570 gram. Vrouwtjes hebben een vleugellengte van tussen de 12,4 en 15,3 cm, en een snavellengte van 1,9 tot 2,5 centimeter. Vrouwtjes wegen in de wintermaanden 300 tot 430 gram. Het seksueel dimorfisme is dusdanig klein dat in het veld geen onderscheid te maken valt.
De snavel is bij beide geslachten blauwgrijs tot zwart met een vleeskleurig basis en een heldere, bijna witte punt. De veren boven op de kop liggen plat. De iris is tijdens het paarseizoen diep rood, en daarbuiten roze. De pupil is omgeven door een smalle, zilverwitte ring. De poten zijn grijs, met blauw tot blauw-groen voeten. De poten zit vrij ver naar achteren aan het lichaam.
De kuifduiker is ongeveer even groot als de geoorde fuut. 's Zomers in zijn prachtkleed heeft deze vogel een goudbruine oorpluim op een donkerbruine kop. Het winterkleed is heel wat minder opvallend. Dan is de kopvorm onderscheidend, maar dat is op grote afstand vaak lastig te zien. Het zwart boven op de kop is bij de kuifduiker duidelijker afgegrensd, en houdt onder het oog abrupt op.

## Leefwijze
De vogel broedt in zoet water, meestal kleine plassen en moerassen met open stukken water, of beschutte inhammen van grote meren of langzaam stromende rivieren. 's Winters is deze vogel is voornamelijk te vinden aan zeekusten, soms in open zee en soms ook in zoet water, vooral in grote meren en riviersystemen. Zijn voedsel bestaat uit vis, schelpdieren, weekdieren, insecten en planten.

Geoorde fuut en kuifduiker in winterkleed
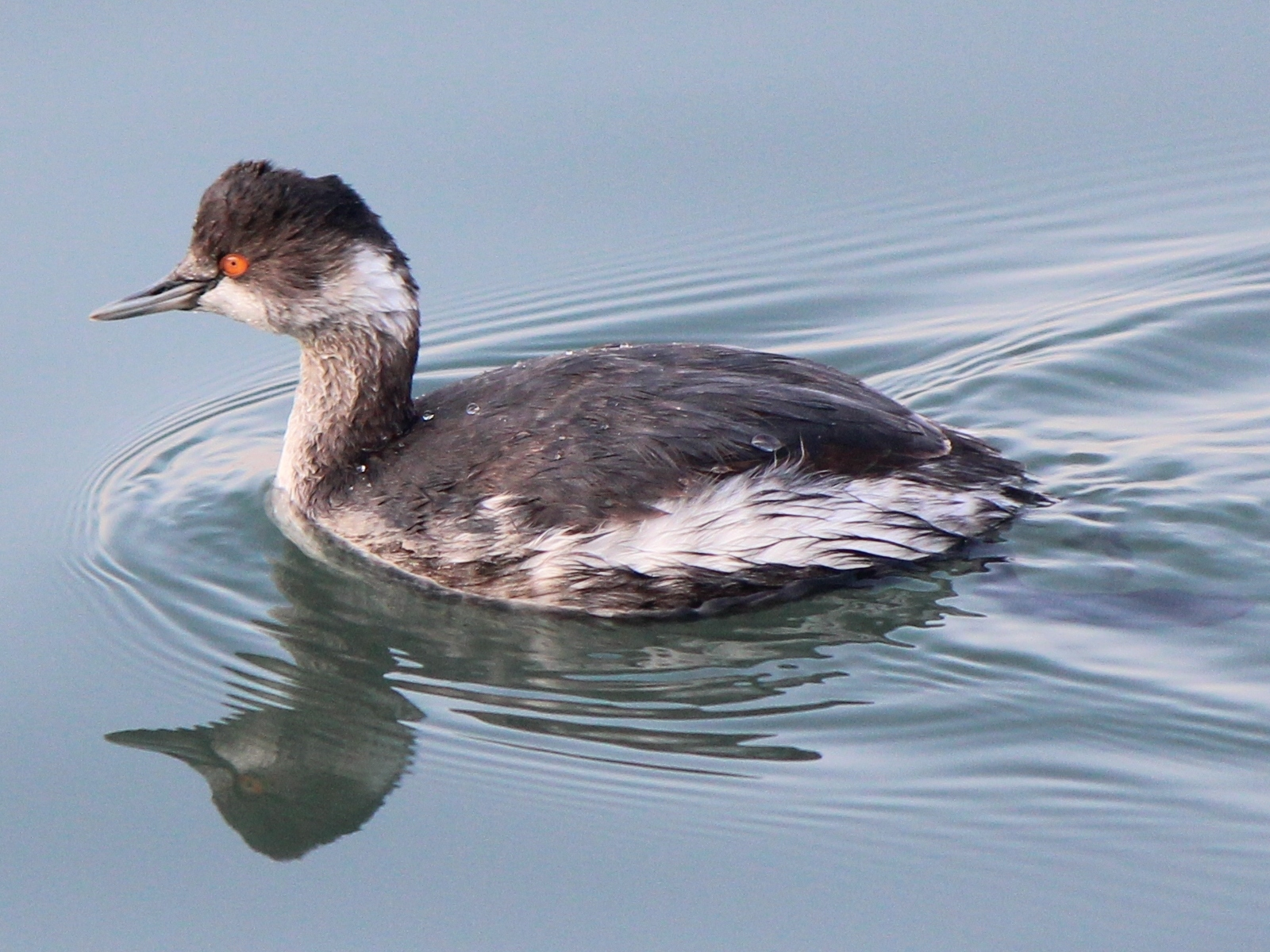
Geoorde fuut
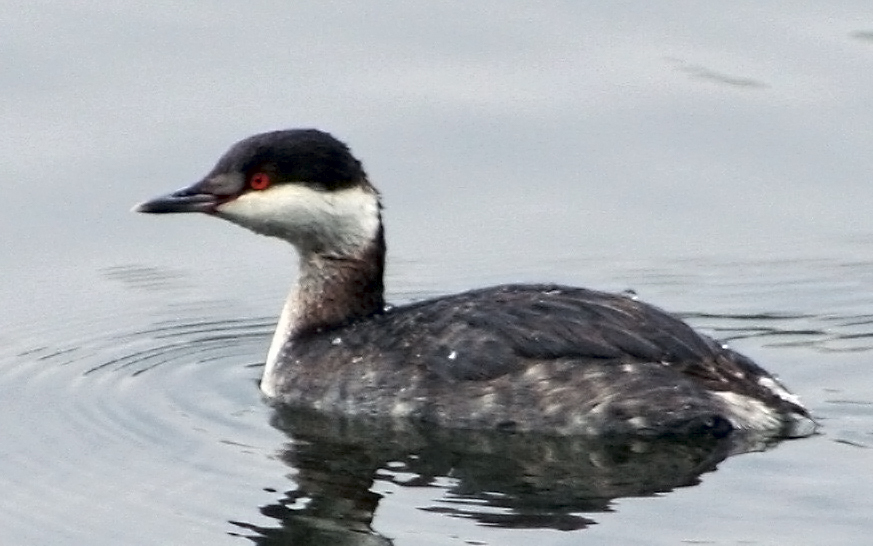
Kuifduiker

## Ondersoorten en verspreiding
Het verspreidingsgebied strekt zich uit over Noord-Europa, Noord-Azië en het noorden van Noord-Amerika. Het is de enige fuut die ook ten noorden van de poolcirkel broedt.
Er worden twee ondersoorten onderscheiden:
- P. a. auritus: noordelijk Eurazië.
- P. a. cornutus: Canada en de noordelijke Verenigde Staten.

## Status

### Wereldwijd
Kuifduikers broeden in Europa rond de Oostzee, op IJsland. Het zijn trekvogels . De kuifduiker heeft een zeer groot verspreidingsgebied door heel Midden- en Oost-Azië, verder in grote delen van Alaska, Canada en de Verenigde Staten. De grootte van de populatie werd in 2015 door BirdLife International geschat op 239 tot 583 duizend individuen. Echter, de populatie-aantallen nemen af door habitatverlies. Het leefgebied wordt aangetast door watervervuiling, aanleg van dammen, ontbossing of intensieve houtteelt rondom meren, en poelen. Verder door verstoring of het kunstmatig verhogen van de visstand waardoor kleine, ongewervelde dieren, die het hoofdvoedsel zijn van broedende kuifduikers, in aantal verminderen. Om deze redenen staat deze soort sinds 2015 als kwetsbaar op de Rode Lijst van de IUCN.

### in Nederland en België
De trekvogels worden buiten de broedtijd in kleine aantallen langs de Noordzeekust van de Lage Landen gezien (vooral in Zeeland), maar soms ook in zoete wateren.
- Een kuifduiker in zomerkleed op Texel
- Een kuifduiker in winterkleed op Texel